# Cyrtolobus frigidus
Cyrtolobus frigidus är en insektsart som beskrevs av Ball. Cyrtolobus frigidus ingår i släktet Cyrtolobus och familjen hornstritar. Inga underarter finns listade i Catalogue of Life.